# Obrowo (gromada)
Obrowo – dawna gromada, czyli najmniejsza jednostka podziału terytorialnego Polskiej Rzeczypospolitej Ludowej w latach 1954–1972.
Gromady, z gromadzkimi radami narodowymi (GRN) jako organami władzy najniższego stopnia na wsi, funkcjonowały od reformy reorganizującej administrację wiejską przeprowadzonej jesienią 1954 do momentu ich zniesienia z dniem 1 stycznia 1973, tym samym wypierając organizację gminną w latach 1954–1972.
Gromadę Obrowo z siedzibą GRN w Obrowie utworzono – jako jedną z 8759 gromad na obszarze Polski – w powiecie lipnowskim w woj. bydgoskim, na mocy uchwały nr 24/8 WRN w Bydgoszczy z dnia 5 października 1954. W skład jednostki weszły obszary dotychczasowych gromad Obrowo, Kawęczyn, Skrzypkowo i Zębówiec ze zniesionej gminy Czernikowo w tymże powiecie. Dla gromady ustalono 23 członków gromadzkiej rady narodowej.
1 stycznia 1956 gromadę włączono do powiatu toruńskiego w tymże województwie.
31 grudnia 1962 do gromady Obrowo włączono wsie Kazimierzewo i Zębowo z gromady Dobrzejewice w tymże powiecie.
Gromadę zniesiono 1 stycznia 1972, a jej obszar włączono do nowo utworzonej gromady Kawęczyn w tymże powiecie.
1 stycznia 1972 Obrowo na okres 21 miesięcy utraciło funkcje administracyjne, ponieważ w związku z kolejną reformą gminną z dniem 1 stycznia 1973 siedziba nowej gminy znalazła się w Dobrzejewicach. Do utraconych funkcji Obrowo powróciło dopiero 6 października 1973, kiedy to w powiecie toruńskim reaktywowano zniesioną w 1929 roku gminę Obrowo z siedzibą w Obrowie.